# 3’s & 7’s
3's & 7's – piosenka i drugi singel z piątego albumu studyjnego amerykańskiego zespołu rockowego Queens of the Stone Age zatytułowanego Era Vulgaris. Został wydany 4 czerwca 2007 roku. Piosenka zadebiutowała na szczycie rockowej listy przebojów będącej częścią listy UK Singles Chart, na której piosenka dotarła do 19 miejsca.

## Lista piosenek

### CD
1. "3s & 7s" – 3:34
2. "Christian Brothers" – 4:25 (piosenka Elliotta Smitha)

### 7" – 1
A: "3s & 7s" – 3:34
B1: "Sick, Sick, Sick" – 3:34
B2: "I'm Designer – Remix" – 3:49

### 7" – 2
A: "3s & 7s" – 3:34
B1: "Sick, Sick, Sick" – 3:34
B2: "Goin' Out West" – 3:26 (piosenka Toma Waitsa)

### Inne wersje
Są dwie wersje piosenki.
1. "3s & 7s" – 3:37 (Pre-Version)
2. "3s & 7s" – 3:17 (Radio Edit)

Pierwsza wersja zawiera zmieniony tekst i śpiew.

## Teledysk
Teledysk został zrealizowany w Joshua Tree w Kalifornii przez Paula Minora. Wideo miało swoją premierę na serwisie iFilm 26 września 2007 roku, trzy miesiące po wydaniu singla. Klip jest zwiastunem nieistniejącego filmu pod tytułem 3's & 7's, który nawiązuje do filmów z gatunku exploitation z lat 60. XX wieku oraz filmu Grindhouse z 2007 roku. Istnieją dwie wersje teledysku. Początkowa zawierała sceny z nagimi kobietami, które następnie zostały usunięte i ostatecznie to druga wersja teledysku promowała singel.

## Skład
- Josh Homme – śpiew, gitara wiodąca, gitara basowa, fortepian elektryczny
- Troy Van Leeuwen – gitara rytmiczna, gitara hawajska
- Joey Castillo – perkusja

## Pozycje na listach przebojów
| Lista (2007)              | Najwyższa pozycja |
| ------------------------- | ----------------- |
| UK Rock Singles Chart     | 1                 |
| UK Singles Chart          | 19                |
| US Modern Rock Tracks     | 25                |
| Irish Singles Chart       | 36                |
| Eurochart Hot 100 Singles | 86                |